# Beatrika Nizozemska
Beatrika Nizozemska (polno ime Beatrix Wilhelmina Armgard), nekdanja kraljica Nizozemske, * 31. januar 1938, Baarn.
Princesa Beatrix se je rodila v Baarnu kot najstarejša hči kraljice Julijane in njenega moža princa Bernharda Lippe-Biesterfeldskega. Je članica nizozemske kraljeve družine. 30. aprila leta 1980 je po materini abdikaciji postala kraljica Nizozemske in 30. aprila leta 2013 je abdicirala v korist svojemu sinu, kralju Viljemu-Aleksandru, ter prevzela naziv princese. 
Po materinem kronanju leta 1948 je postala njena prestolonaslednica. Beatrika je obiskovala javno osnovno šolo v Kanadi med drugo svetovno vojno in zaključila osnovno kot tudi srednjo šolo na Nizozemskem po vojni. Leta 1961 je doštudirala na univerzi v Leidenu. 
Leta 1966 se je Beatrix poročila s Clausom von Amsbergom, nemškim diplomatom, s katerim ima tri otroke, Viljema-Aleksandra, Frisa in Constantijna.
Med Beatrikino vladavino je se je spremenila karibska posest Nizozemske. Arauba je leta 1986 postala država, vendar je še vedno v okviru Kraljevine Nizozemske. Leta 2010 pa je prišlo do razpustitve Nizozemskih Antilov, ki so tako dobili status posebnih občin, ki se delijo na otoke Bonaire, otok svetega Evstahija, in Sabo, ter na dve novi državni ureditvi Curaçao in Sint Maarten.
Na Koninginnedag (Kraljičin dan), 30. aprila 2013 je Beatrika prepustila krono svojemu starejšemu sinu Viljemu-Aleksandru. Takrat je bila Beatrika stara 75 let in tako postala najstarejša monarhinja, ki je kdajkoli vladala na Nizozemskem.

## Življenje

### Otroštvo in izobraževanje
Princesa Beatrix Wilhelmina Armgard Oransko-Nassauska je najstarejša od štirih hčera kraljice Julijane in njenega moža princa Bernharda. Rodila se je 31. januarja 1938 v palači Soestdijk v Baarnu, na Nizozemskem. Ima tri sestre: princeso Ireno (roj. 1939), princeso Margriet (roj. 1943) in princeso Christino (roj. 1947). Beatrika je bila krščena 12. maja 1938 v veliki cerkvi v Haagu. Njeni botri so: kralj Leopold III. Belgijski; princesa Alica, grofica Athlonska; Elizabeta, princesa Erbach-Schönberška; in grofica Allene de Kotzebue.Njeni mlajši sestri Irene in Christina sta izgubili svojo pripadnost kraljevi hiši in bili izključeni iz nasledstva na prestol, ker sta se poročili brez soglasja nizozemskega parlamenta in se spreobrnili v katoliško vero. Beatrikina sestra Margriet je trenutno osma v vrsti na prestol.
Javnost je s številnimi uličnimi festivali veselo navijala in pozdravljala mladi del kraljeve družine. Ko so maja 1940 nemške oborožene sile okupirale Nizozemsko, je kraljeva družina v strogi tajnosti pobegnila v Veliko Britanijo. Iz Londona je kraljica Viljemina skupaj s svojim zetom princem Bernhardom koordinirala nizozemski upor, medtem ko je njena hčerka kraljica Julijana s svojimi otroci emigrirala v Ottawo v Kanadi, kjer je Beatrika obiskovala osnovno šolo. Družina je živela v rezidenci Stornoway (zdaj je to rezidenca prvaka opozicije v kanadskem parlamentu). Druga Beatrikina sestra, princesa Margriet, se je rodila v Ottawi leta 1943. Med emigracijo v Kanadi je Beatrika hodila v vrtec, nato pa še v osnovno šolo Rockcliffe Park. 5. maja 1945 so se nemške enote na Nizozemskem predale. Družina se je na Nizozemsko vrnila 2. avgusta 1945. Po svoji vrnitvi na Nizozemsko leta 1945 je nadaljevala izobraževanje na napredni šoli De Werkplaats v Bilthovnu. Beatrikina tretja sestra princesa Christina se je rodila leta 1947. 6. septembra je njena mati Julijana postala kraljica Nizozemske, Beatrika pa tako njena prestolonaslednica pri desetih letih.
Princesa Beatrika se je 31. januarja 1956, na svoj 18. rojstni dan, pridružila državnem svetu kot uradna prestolonaslednica. Istega leta je začela študij na Univerzi v Leidnu. V svojih prvih letih je na univerzi študirala sociologijo, sodno prakso, ekonomijo, parlamentarno zgodovino in ustavno pravo. Med študijem je obiskovala tudi predavanja o kulturi Surinama in Nizozemskih Antilov, ustanovni listini Kraljevine Nizozemske, mednarodnih zadevah, mednarodnem pravu, zgodovini in evropskem pravu.
Princesa je obiskala tudi različne evropske in mednarodne organizacije v Ženevi, Strasbourgu, Parizu in Bruslju. Bila je tudi aktivna članica VVSL (Unije za študentke v Leidnu). Poleti 1959 je opravila predhodni preizkus o pravu in dve leti kasneje je pridobila pravno diplomo.

### Družina
Beatrika se je 10. marca 1966 poročila z nemškim diplomatom Clausom von Amsbergom. Sprva je narod nasprotoval poroki zaradi sovražnega razpoloženja zoper nekdanjim nemškim okupatorjem. Vseeno sta se s Clausom poročila in Claus je čez čas postal ena izmed najbolj priljubljenih članov nizozemske kraljeve družine.
Beatrika in Claus sta imela tri sinove, sedem vnukinj in enega vnuka:
- Kralj Willem-Alexander Claus George Ferdinand, rojen 27. aprila 1967. Z Máximo Zorreguieto Cerruti se je poročil 2. februarja 2002 v Amsterdamu. Skupaj imata tri hčerke:
  - Catharina-Amalia Beatrix Carmen Victoria, princesa Oranska, rojena 7. decembra 2003
  - Princesa Alexia Juliana Marcela Laurentien, rojena 26. junija 2005
  - Princesa Ariane Wilhelmina Máxima Inés, rojena 10. aprila 2007
- Princ Johan Friso Bernhard Christiaan David, rojen 25. septembra 1968. Poročil se je 24. aprila 2004 z Mabel Wisse Smit v Delftu, s katero je imel dve hčerki. Umrl je 12. avgusta 2013 zaradi zapletov, ki so bili posledica pomanjkanja kisika po njegovi smučarski nesreči.
  - Grofica Emma Luana Ninette Sophie Oransko-Nassauska, rojena 26. marca 2005
  - Grofica Joanna Zaria Nicoline Milou Oransko-Nassauska, rojena 18. junija 2006
- Princ Constantijn Christof Frederik Aschwin, rojen 11. oktobra 1969. Z Laurentien Brinkhorst se je poročil 19. maja 2001, s katero imata tri otroke:
  - Grofica Eloise Beatrix Sophie Laurence Oransko-Nassauska, rojena 8. junija 2002
  - Grof Claus-Casimir Bernhard Marius Max Oransko-Nassauski, rojen 21. marca 2004
  - Grofica Leonore Marie Irene Enrica Oransko-Nassauska, rojena 3. junija 2006

Princ Claus je po daljši bolezni umrl 6. oktobra 2002.

### Ostalo
Med kraljičino parado 30. aprila 2009 je Karst Tates drvel proti odprtemu avtobusu, v katerem so se med praznično parado v mestu Apeldoorn na zahodu Nizozemske peljali kraljica in njena družina. Voznik se je pri tem zaletel v množico ob cesti, pri čemer je ubil sedem ljudi in jih deset poškodoval. Kraljičina družina je na avtobusu zgroženo opazovala grozljivo dogajanje. Kraljica Beatrika je po grozljivem dogodku prek televizijskih zaslonov nagovorila narod. Kot je dejala, je bila globoko pretresena in užaloščena zaradi incidenta. Po njenih besedah je nedoumljivo, da se je kaj takega lahko zgodilo. Vsem poškodovanim in svojcem umrlih je kraljica izrazila globoko sožalje. Vsa praznovanja ob nacionalnem prazniku pa je odpovedala. Voznik je želel izvesti napad na kraljico in njeno družino.
Nizozemska kraljeva družina ima veliko delnic v podjetju Royal Dutch Shell. Občasno mediji menijo, da je princesa Beatrika ena izmed najbogatejših žensk na svetu in njeno premoženje je ocenjeno med 250 milijoni in 2.5 milijard evri. To je leta 2003 njen oče Bernhard zanikal, zato premoženje družine Orange-Nassau znaša le 250 milijonov dolarjev.
Poleg parka Beatrixpark v Amsterdamu so številne javne stavbe, ladje, ulice in trgi poimenovani po njej.
Zaradi svojega nemškega očeta princa Bernharda Lippsko-Biesterfeldskega in nemških prednikov ter tudi svojega nemškega moža Clausa von Amsberga govori nemščino tekoče.

## Uradne dolžnosti
Beatrika je 30. aprila 1980 postala kraljica, ko je njena mati Julijana abdicirala. 

### Vladavina
Z dolgoletno konvencijo mora Beatrika podpisati vsak kos zakonodaje, preden postane zakon. Kot kraljica so bile njene glavne naloge predstavljati kraljestvo v tujini in biti povezujoča figura doma. Sprejemala je tuje ambasadorje in podeljevala priznanja in medalje. Poleg tega je tudi sprejemala vabila na odprtje razstav, obiskala obletnice, otvoritve mostov itd. Beatrika je bila v času vladanja v medijih redko citirana neposredno, saj je vladna informacijska služba (Rijksvoorlichtingsdienst) imela pogoj za intervjuje, da ne bo citirana. Ta politika je bila uvedena kmalu po njenem ustoličenju, da bi jo zaščitila pred političnimi zapleti, ki bi lahko nastale zaradi pripomb. To ne velja za njenega sina princa Viljema-Aleksandra.
V času svoje vladavine je Beatrika igrala pomembno vlogo pri oblikovanju kabineta; imenovala je informateurja, osebo, ki vodi pogajanja, ki na koncu pripeljejo do oblikovanja vlade. Vendar pa se je to spremenilo leta 2012, od kadar največja stranka v državah članicah imenuje "izvidnika", ki nato imenuje informateurja.

### Abdikacija
Beatrika je na večer 28. januarja 2013, tri dneve pred svojim 75. rojstnim dnevom, v televizijskem nagovoru narodu objavila, da se odpoveduje prestolu in ga predaja svojemu sinu Viljemu-Aleksandru, princu Oranskemu. Bila je tretja zaporedna nizozemska kraljica, ki je abdicirala, po svoji babici in materi. Zjutraj 30. aprila 2013 je Beatrika podpisala akt o abdikaciji v kraljevi palači v Amsterdamu. Prisega novega kralja in s tem tudi njegova umestitev je potekala pred obema domoma nizozemskega parlamenta v desakralizirani Novi cerkvi (Nieuwe Kerk) v Amsterdamu. Po abdikaciji je izgubila svoj naziv kraljice in bo do svoje smrti nosila naziv princesa.
Princesa Beatrika še naprej prevzema nekatere kraljeve naloge in je patron mnogih organizacij. Od leta 2014 živi v gradu Drakensteyn blizu vasi Lage Vuursche, kjer je živela s svojo družino, preden je postala kraljica.

## Nazivi
- 31. januar 1938 – 10. marec 1966: Njena kraljeva visokostprincesa Beatrix Nizozemska, princesa Oransko-Nassauska, princesa Lippsko-Biesterfeldska[17]
- 10. marec 1966 - 30. april 1980: Njena kraljeva visokost princesa Beatrix Nizozemska, princesa Oransko-Nassauska, princesa Lippsko-Biesterfeldska, mevrouw van Amsberg
- 30. april 1980 – 30. april 2013: Njeno veličanstvo kraljica Nizozemske
- 30. april 2013 – danes : Njena kraljeva visokost princesa Beatrix Nizozemska, princesa Oransko-Nassauska, princesa Lippsko-Biesterfeldska, mevrouw van Amsberg[17]